# Petr Ďarmek
Petr Ďarmek (* 23. dubna 1975) je bývalý český florbalový hráč, reprezentant a trenér. V nejvyšší české florbalové soutěži hrál od jejího založení v roce 1993 do roku 2006. Jako hráč a trenér Tatranu Střešovice je dvanáctinásobný mistr Česka.

## Klubová kariéra
Ďarmek hrál za Forza Tatran (později Tatran Střešovice) v nejvyšší české florbalové soutěži od jejího založení v roce 1993 do sezóny 2005/2006, s výjimkou jednoho ročníku 2003/2004, kdy byl asistentem trenéra. Během těchto 14 sezón získal s Tatranem deset ligových titulů. Již od počátku trénoval v klubu mládež.
Po ukončení hráčské kariéry vystřídal Zdeňka Skružného na pozici hlavního trenéra týmu. Jeho asistentem byl Miroslav Hanzlík. Tatran dovedli v následujících dvou sezónách 2006/2007 a 2007/2008 k dalším dvěma titulům. Následně s trénováním z pracovních důvodů skončil. Na lavičku se koncem roku 2008 opět vrátil a do týmu přibral za asistenta Luďka Beneše, ale s Tatranem poprvé po osmi letech ve finále prohráli. Na postu trenéra ho nahradil Jan Zahalka. Ďarmek byl v dalších letech v Tatranu sportovním ředitelem.
V polovině sezóny 2012/2013 se stal trenérem prvoligového týmu FBC Kladno. Dosavadní trenér Miroslav Hanzlík se stal opět jeho asistentem. Společně dovedli Kladno po dvou letech zpět do Extraligy, kterou ale v následující sezóně 2013/2014 opět neudrželi. Ďarmek po té na lavičce týmu skončil, ale dál zůstal ve vedení klubu a asistoval trenéru Bukovi při dalším postupu v sezóně 2015/2016.

## Reprezentační kariéra
Ďarmek reprezentoval Česko na obou mistrovstvích Evropy a prvních dvou mistrovstvích světa v letech 1996 a 1998.
| Umístění | Soutěž                              |
| -------- | ----------------------------------- |
| 6.       | Mistrovství Evropy ve florbale 1994 |
| 5.       | Mistrovství Evropy ve florbale 1995 |
| 4.       | Mistrovství světa ve florbale 1996  |
| 6.       | Mistrovství světa ve florbale 1998  |

## Florbalový funkcionář
V roce 1993 před první ligovou sezónou byl v čele komise, která stanovila pravidla soutěže.

## Ocenění
Ďarmek by zvolen Trenérem sezóny 2007/2008.